# 竹内洋 (弁護士)
竹内 洋（たけうち よう、1939年9月 - ）は、日本の弁護士。第一東京弁護士会会長、日本弁護士連合会副会長、三菱電機取締役、ブリヂストン監査役、王子製紙取締役等を歴任した。元岩田合同法律事務所代表パートナー弁護士。

## 人物・経歴
東京生まれ。1958年神奈川県立湘南高等学校卒業。1963年東北大学法学部卒業。1966年最高裁判所司法研修所修了、弁護士登録。1994年王子製紙監査役。1999年第一東京弁護士会会長、日本弁護士連合会副会長。2003年三菱電機取締役。2004年ブリヂストン監査役。2007年王子製紙取締役。